# ティトン郡 (アイダホ州)
ティトン郡 (ティトンぐん、英: Teton County) はアメリカ合衆国アイダホ州に位置する郡である。2000年現在の国勢調査で、人口は5,999人である。この郡の郡庁所在地はドリッグスである。
ティトン郡はジャクソン、WY-ID 小都市統計地域の一部である。

## 地理
アメリカ合衆国統計局によると、この郡は総面積1,167 km2 (451 mi2) である。このうち1,166 km2 (450 mi2) が陸地で1 km2 (0 mi2) が水地域である。総面積の0.05%が水地域となっている。

## 人口動勢
2000年現在の国勢調査で、この郡は人口5,999人、2,078世帯、及び1,464家族が暮らしている。人口密度は5/km2 (13/mi2) である。2/km2 (6/mi2) の平均的な密度に2,632軒の住宅が建っている。この郡の人種的な構成は白人91.32%、アフリカン・アメリカン0.17%、先住民0.55%、アジア0.18%、太平洋諸島系0.23%、その他の人種6.73%、及び混血0.82%である。ここの人口の11.75%はヒスパニックまたはラテン系である。
この郡内の住民は31.80%が18歳未満の未成年、18歳以上24歳以下が8.10%、25歳以上44歳以下が33.80%、45歳以上64歳以下が18.90%、及び65歳以上が7.50%にわたっている。中央値年齢は31歳である。女性100人ごとに対して男性は112.70人である。18歳以上の女性100人ごとに対して男性は114.50人である。
この郡の世帯ごとの平均的な収入は41,968米ドルであり、家族ごとの平均的な収入は45,848米ドルである。男性は32,309米ドルに対して女性は22,243米ドルの平均的な収入がある。この郡の一人当たりの収入 (per capita income) は17,778米ドルである。人口の12.90%及び家族の9.70%は貧困線以下である。全人口のうち18歳未満の18.10%及び65歳以上の7.90%は貧困線以下の生活を送っている。

## 都市及び町
- ドリッグス (Driggs)
- Tetonia
- ビクター (Victor)